# 鼻盾蝽
鼻盾蝽（学名：Hotea curculionoides）为盾背蝽科鼻盾蝽屬下的一个种。